# ドミトリー・ゼレーニン
ドミトリー・ヴァジモヴィチ・ゼレーニン（ロシア語: Дмитрий Вадимович Зеленин、ラテン文字表記の例：Dmitry Vadimovich Zelenin、1962年11月27日 - ）は、ロシアの政治家、企業家。1993年12月30日から2011年6月16日まで、第2代トヴェリ州知事を務めた。ロシア農業党を経て統一ロシア所属。モスクワ出身。

## 経歴・人物

### 学歴と初期の経歴
1979年第69学校を卒業。同学校では徹底した英語教育を受けた。1986年モスクワ物理技術大学経営・応用数学学校を卒業する。卒業後、1986年から1988年までオートメーション・システム研究所に勤務する。1989年マイクロカルド、ギルヴァスの両社設立に参加。後に、ソフトウェアおよびコンピュータ機器の供給専門企業、ミクロディン社を創設する。1990年ミクロディン社取締役。1990年から1993年まで商業銀行「資源銀行」副頭取。1993年から1995年までラト銀行副社長。1994年にはジル社とペルミ・モーターの二自動車企業の取締役に就任している。1995年12月資源銀行代表取締役頭取に、1996年1月から9月までインターロス社長を務めた。同年から2000年までノリリスク・ニッケル社第一副社長。1999年公共団体マネージャー協会会長。

### 政治的経歴
2002年10月、ロシア国家体育・文化・スポーツ委員会副議長に任命される。同副議長ポストでは、体育、文化、スポーツの分野における財務を監督した。2003年12月21日トヴェリ州知事に任命され、同年12月30日州議会によって承認された。
2007年トヴェリ州知事に再選後、与党統一ロシアの総評議会会員に地方代表として選出された。
2011年6月16日、ドミートリー・メドヴェージェフ大統領は、トヴェリ州知事の権限早期終了に関するロシア連邦大統領令（ウカース）に署名した。ゼレーギン知事も自身の辞任を了承した。メドヴェージェフ大統領は、アンドレイ・シェヴェリョフを知事代行に任命した。
2011年の知事退任後は、トヴェリ州の農業開発、特にジャガイモと肉の生産のために約10億ルーブルの投資を表明した。
私生活では、アーラ・アリベルトヴナ夫人との間に3人の子（アリーナ、ガリーナ、アルチョム）がいる。